# Asota brevipennis
Asota brevipennis är en fjärilsart som beskrevs av Rothschild 1897. Asota brevipennis ingår i släktet Asota och familjen nattflyn. Inga underarter finns listade i Catalogue of Life.